# 서울역 도심공항터미널
서울역 도심공항터미널(영어: Seoul Station City Airport Terminal, SCAT)은 인천국제공항을 이용하는 승객들이 서울역에서 미리 항공기 탑승수속을 진행할 수 있도록 2010년에 공항철도가 개장한 공항시설이다. 2024년 현재 대한민국에서 유일하게 시내 체크인이 가능한 곳이다.

## 역사
서울역 도심공항터미널에서 '도심공항터미널'이라 함은, 승객이 공항에서 항공기에 탑승할 수 있는 물리적 시설로서의 공항터미널이 아니라, 공항이 아닌 시내(市內)에서 미리 탑승수속을 진행할 수 있는 시내 체크인 서비스를 제공하는 공항시설을 뜻한다.
2010년 12월 29일에 서울역과 인천국제공항을 잇는 공항철도가 개통될 때 함께 개장하였다. 일평균 이용자 수는 2011년 개장 당시 151명에서 시작하여 2014년에는 232명으로 증가하였는데 이는 직통열차 이용객 중 약 20%의 비율에 해당한다.:2 2019년 기준 일평균 수하물 수송량은 707건이었는데, 2024년 기준으로는 1089건으로 증가했다.
2020년 4월에 코레일이 운영하던 광명역 도심공항터미널이 무기한 운영중단되고, 2023년 2월 한국도심공항이 운영하던 강남구 삼성동 코엑스 도심공항터미널이 폐쇄되면서, 2024년 현재 서울역 도심공항터미널은 대한민국에서 유일하게 시내 체크인이 가능한 공간으로 운영되고 있다.

## 운영 방식
서울역 도심공항터미널에서의 시내 체크인은 직통열차(급행)를 탑승하는 승객을 대상으로만 운영되는 서비스다. 체크인을 마친 승객의 수하물은 직통열차의 가장 앞에 있는, 승객들과 완전히 분리된 칸에 탑재된다. 직통열차가 공항에 도착하면 맨 앞칸에 실렸던 수하물은 승객과의 접촉 없이 곧바로 수하물처리시설에 인계된다.
2011년부터 서울역 도심공항터미널 내에는 인천공항출입국·외국인청 서울역출장소(舊 법무부 인천공항출입국관리사무소 서울역출장소)가 설치되어 있으므로 인천국제공항 이용객들은 출국심사도 이곳에서 처리할 수 있다.
터미널 개장 당시 2011년부터 2013년까지 약 3년 동안은 대한항공, 아시아나항공, 제주항공 등 3개의 항공사만이 서울역 도심공항터미널에 탑승수속 부스를 운영했으나,:4 참여하는 항공사의 숫자가 꾸준히 증가한 끝에 2024년 5월 기준으로는 대한항공, 아시아나항공, 제주항공, 티웨이항공, 에어서울, 에어부산, 진에어, 루프트한자, 이스타항공 등 9개의 항공사 이용객들이 이곳에서 시내 체크인을 진행할 수 있다.

## 갤러리

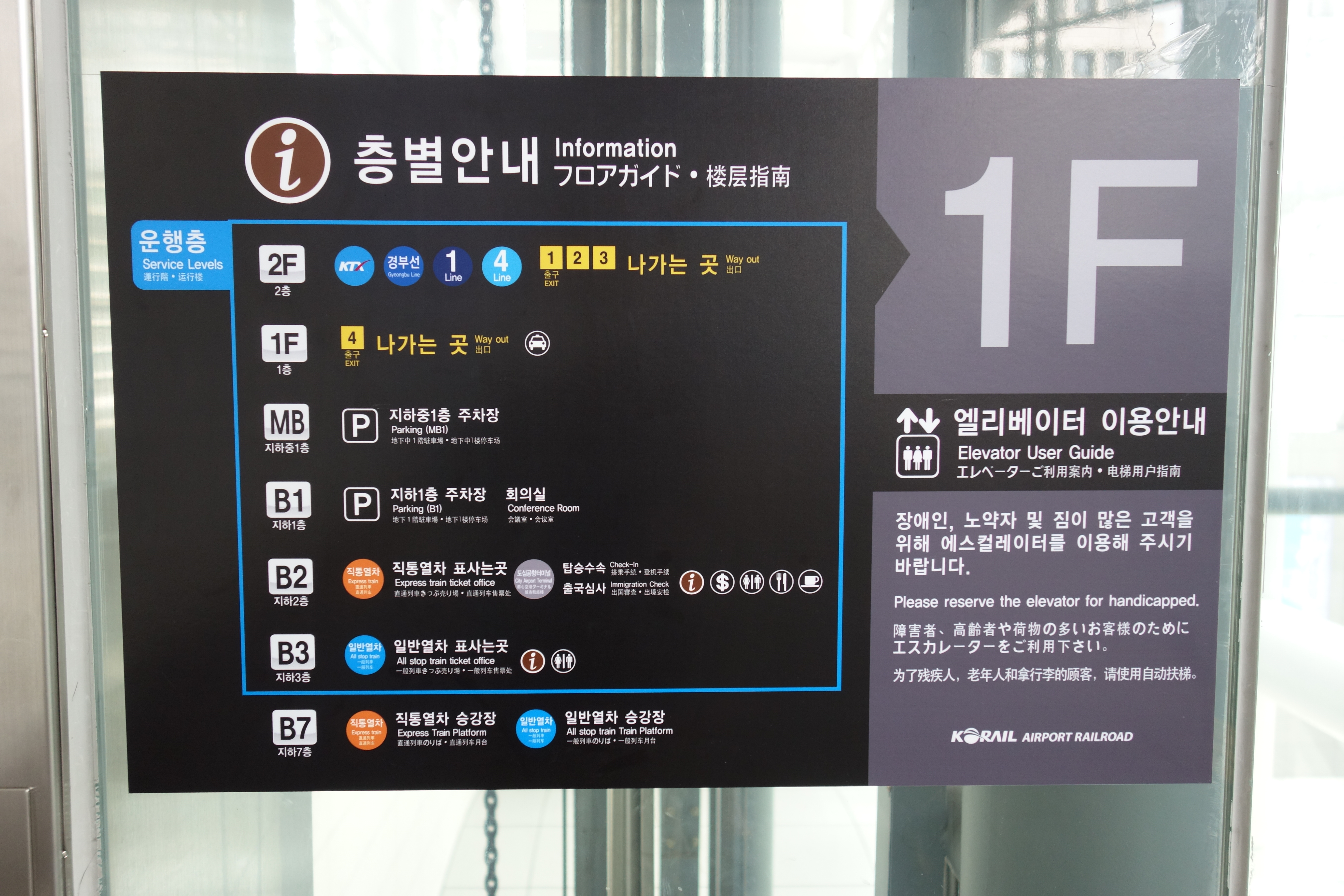
서울역 내 도심공항터미널의 층별 안내 정보
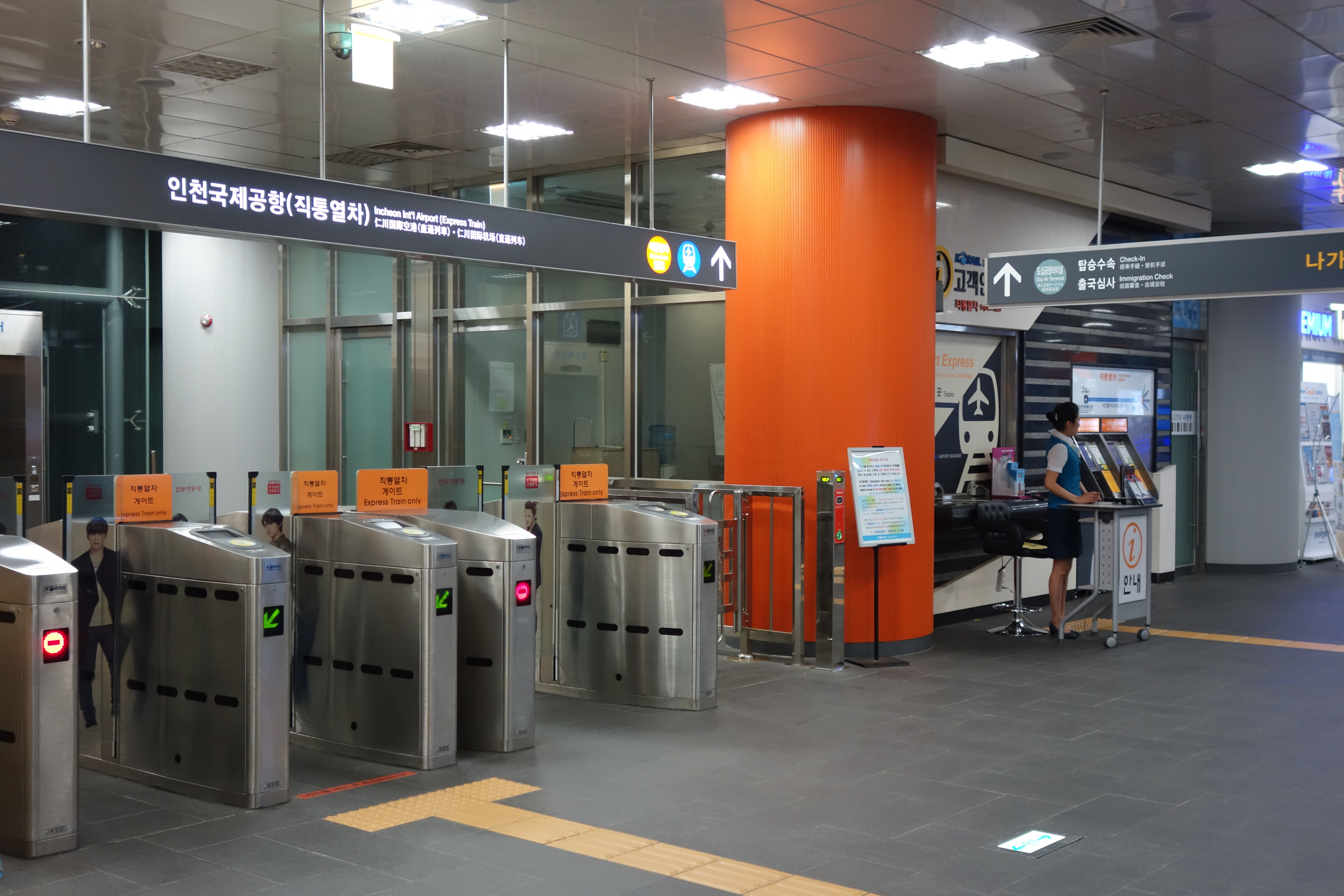
공항철도 서울역 지하2층에서 도심공항터미널로 들어가는 진입로의 모습, 2013년 촬영

## 같이 보기
- 서울역
- 탑승수속
- 공항 터미널
- 공항철도주식회사
- 인천국제공항
- 서울 도심